# Distrito de Neuwied
El distrito de Neuwied es uno de los veinticuatro distritos del estado alemán de Renania-Palatinado. Está ubicado en la zona noreste del estado, al sur de la frontera con el estado de Renania del Norte-Westfalia, a la orilla derecha del río Rin y al norte de la ciudad de Coblenza.
Tiene una población a finales de 2016 de 181 537 habitantes, una densidad poblacional de 290 hab/km² y una superficie de 626 km². Su capital es la ciudad de Neuwied.

## Localidades
- Asbach (Neuwied)